# بوراک دنیز
بوراک دنیز (به ترکی استانبولی: Burak Deniz) (زاده ۱۷ فوریهٔ ۱۹۹۱) بازیگر و مدل اهل ترکیه است.

## زندگی
بوراک دنیز متولد ۱۷ فوریه در ۱۹۹۱ در استانبول است. او تنها فرزند خانواده بود. در کودکی پدر و مادرش از هم جدا شدند و سرپرستی او به مادرش سپرده شد. او از دانشگاه چاناک قلعه در رشته تاریخ هنر فارغ التحصیل شده‌است.

## افتخارات
- نامزد سال  2021 در پژوهش چهره های خوش تیپ سال توسط منتقد مستقل سی تی کندلر در کنار ستاره های جهان
- همکاری با بولگاری و پرادا به‌عنوان سفیر برند تبلیغاتی
- حضور در رم در مراسم دهمین سالگرد کالکشن Octo برند بولگاری
- حضور در ایتالیا در فوتو کال lefate و حضور در کنفرانس مطبوعاتی به زبان ایتالیایی
- حضور در گالای سریال پری های نادان در ایتالیا
- حضور در مراسم دیزنی پلاس در soho house
- حضور در شب افتتاحیه دیزنی پلاس
- حضور به‌عنوان سفیر پرادا در بودروم
- عکاسی و مصاحبه با مجله ایتالیایی leshommepspublic
- حضور در مراسم افتتاحیه نتفلیکس
- حضور به عنوان مهمان ویژه برند ولنتینو در هفته مد پاریس
- حضور در بزرگترین رویداد رسانه ای و فرهنگی سال در بمبئی هند
- حضور در مهمانی vogueturkiye
- حضور در بودروم در مهمانی پرادا
- دریافت جایزه بازیگر بین المللی سال از جشنواره دیافا دبی
- حضور در فرانسه به‌عنوان محبوب ترین بازیگر سال ۲۰۲۳
- حضور در مراسم افتتاحیه برند کارتیه در بودروم
- حضور در پاریس در جشن و مهمانی برند seventy one درهفته مد  پاریس
- حضور در مصر به‌عنوان مهمان از ترکیه برای افتتاحیه نمایشگاهforever is new

## فیلم‌شناسی
| تلویزیون                   | تلویزیون                  | تلویزیون                   | تلویزیون        | تلویزیون      |
| سال                        | عنوان                     | نقش                        | یادداشت         | کانال         |
| -------------------------- | ------------------------- | -------------------------- | --------------- | ------------- |
| ۲۰۱۱                       | Kolej Günlüğü             | Onur                       | Yardımcı oyuncu | TNT           |
| ۲۰۱۲                       | Sultan                    | Tarık                      | Yardımcı oyuncu | Kanal D       |
| ۲۰۱۳–۲۰۱۵                  | Kaçak                     | Burak Topçuoğlu            | Yardımcı oyuncu | atv           |
| ۲۰۱۵                       | جزر و مد                  | Aras                       | Yardımcı oyuncu | Star TV       |
| ۲۰۱۵                       | دروغگوهای کوچک شیرین      | Toprak Kaynak              | Yardımcı oyuncu | Star TV       |
| ۲۰۱۶                       | ملکه شب                   | مرت ماردن                  | Yardımcı oyuncu | Star TV       |
| ۲۰۱۶–۲۰۱۷                  | عشق حرف حالیش نمیشه       | مراد سارسیلماز             | Başrol oyuncusu | Show TV       |
| ۲۰۱۷–۲۰۱۹                  | حکایت ما                  | باریش آکتان / ساواش        | Başrol oyuncusu | FOX           |
| ۲۰۲۱                       | مرعشلی                    | جلال / مرعشلی/ محمد اینجه  | Başrol oyuncusu | atv           |
| ۲۰۲۳–۲۰۲۴                  | شخص دیگری                 | کنعان اوزترک / دوغان کایا  | Başrol oyuncusu | FOX           |
| ۲۰۲۴                       | Çarkıfelek                | Kendisi                    | Konuk           | TV8           |
| ۲۰۲۴                       | Kim Milyoner Olmak İster? | Kendisi                    | Konuk           | atv           |
| 2024-günümüz               | Bir Gece Masalı           | Mahir Yılmaz               | Başrol oyuncusu | atv           |
| سریال‌ها و فیلم‌های اینترنتی |                           |                            |                 |               |
| سال                        | عنوان                     | نقش                        | یادداشت         | پلتفرم        |
| ۲۰۲۰                       | Yarım Kalan Aşklar        | Ozan / Mehmet Kadir Bilmez | Başrol oyuncusu | BluTV         |
| ۲۰۲۲                       | Cahil Periler             | Asaf                       | Başrol oyuncusu | Disney+       |
| ۲۰۲۲                       | Kal                       | Semih                      | Başrol oyuncusu | Netflix       |
| 2023-günümüz               | شاهماران                  | ماران یال‌اغلو              | Başrol oyuncusu | Netflix       |
| ۲۰۲۵                       | Umami                     | Sina Bora                  | Başrol oyuncusu | Disney+       |
| سینما                      |                           |                            |                 |               |
| سال                        | عنوان                     | نقش                        | یادداشت         | کارگردان      |
| ۲۰۱۸                       | Arada                     | Ozan                       | Başrol oyuncusu | Mu Tunç       |
| ۲۰۲۵                       | Şampiyonlar               |                            | Seslendirme     | Mustafa Kotan |